# Mimikatz
Mimikatz — утиліта для перехоплення паролів на Windows. Утиліта розроблена у Франції у 2011 році. Стала широко відома після епідемії вірусу Petya, що використовував цю утиліту.
Утиліта працює в командному рядку. Повідомлення виводить французькою мовою.